# El Lopeño
El Lopeño är en ort i Mexiko.   Den ligger i kommunen La Barca och delstaten Jalisco, i den centrala delen av landet, 400 km väster om huvudstaden Mexico City. El Lopeño ligger 1 564 meter över havet och antalet invånare är 305.
Terrängen runt El Lopeño är kuperad åt nordväst, men åt sydost är den platt. Runt El Lopeño är det ganska tätbefolkat, med 179 invånare per kvadratkilometer. Närmaste större samhälle är La Barca, 12,2 km söder om El Lopeño. Trakten runt El Lopeño består till största delen av jordbruksmark.